# Erich Philipp Ploennies
Erich Philipp Ploennies (* 1. März 1672 in Speyer; † 28. Dezember 1751 in Siegen) war ein deutscher Mathematiker, Baumeister und Kartograph, dessen Werk eine große Bedeutung für die Wirtschafts- und Sozialgeschichte der Regionen des Herzogtums Jülich-Berg und des Fürstentums Nassau-Siegen besitzt.

## Vita und Werk
Er war der Sohn eines angesehenen Juristen am Reichskammergericht in Speyer, D. Friedrich von Plönnies, der aus der Lübecker Patrizierfamilie Ploennies stammte und Sohn des Friedrich Plönnies war. Er wirkte im Anschluss seiner Studien als Baumeister, Professor für Mathematik und medizinisch/alchemistischer Berater des Landgrafen von Hessen-Darmstadt.

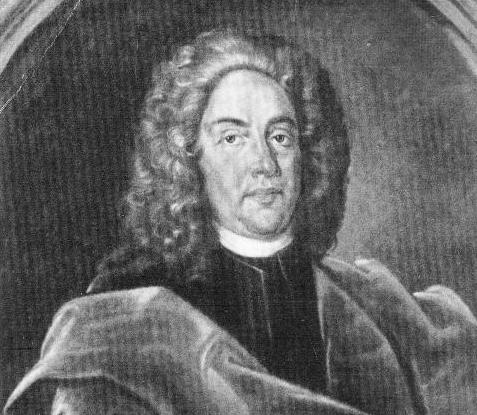
Erich Philipp Plönnies (1672–1751)

Im Auftrag der Herrschaftsverwaltungen Jülich-Berg und Nassau-Siegen kartografierte Ploennies ab 1708 die jeweiligen Herrschaftsgebiete und legte damit zusammen mit der textlichen und statistischen Beschreibung der vorgefundenen Verhältnisse den Grundstein für eine effizientere fiskalische, administrative und ökonomische Staatsverwaltung dieser Herrschaftsgebiete. Diese Kombination aus Kartographie und Beschreibung deskriptiv-statistischer Art war in dieser Form bislang einmalig und von Bedeutung für die Führung des Staatswesens. Seine nicht fortgeführten Erhebungen dienten noch nach seinem Tode als Grundlage für die Wirtschafts- und Fiskalpolitik der Herrschaftsverwaltung.
Seine Hauptwerke Topographia Ducatus Montani (Topographie des Herzogtums Berg, 1715) und Generallandmessung des Fürstentum Nassau-Siegen (1726) bildeten die Grundlage des Kartographiewesens im Nordwesten Deutschlands und sind eine bedeutende Quelle für Forschungen in der Wirtschafts- und Sozialgeschichte der Regionen Bergisches Land und Siegerland.
Das Ziel der im Auftrag des Kurfürsten Johann Wilhelm durchgeführten Vermessung war die statistische Erfassung des Landes zwecks Verbesserung des Steuersystems. Ploennies wählte dazu veraltete Methoden und die angefertigten Karten waren nicht für das Steuersystem geeignet, was am Düsseldorfer Hofe bekannt war (beispielsweise sind die Regionen different untersucht und beschrieben worden). Ploennies wollte sich vermutlich auf diese Weise längerfristig seine Stelle sichern. Nach der Vermessung des Herzogtums Berg begann er mit der Vermessung des Herzogtums Jülich. Die Arbeit wurde nach dem Tode Johann Wilhelms am 9. Juni 1716 abgebrochen, danach verließ Ploennies Düsseldorf. Am 16. März 1717 erscheint Ploennies auf der Soldliste des Fürstentums Nassau-Siegen als Geograph und Baudirektor. 
Sein Werk lässt als älteste topographische Darstellung des Bergischen Landes im Zusammenspiel von Text und Karte ein recht geschlossenes und vielseitiges Bild der Landschaft des beginnenden 18. Jahrhunderts entstehen, das es verdient, als historische Untersuchung Beachtung zu finden. Die Widmung für Johann Wilhelm trägt das Datum 1. Mai 1715. Nicht bekannt ist, ob Ploennies die Vermessung, an der er etwa zehn Jahre gearbeitet hatte, allein oder mit Mitarbeitern durchführte. Die Ausgabe der „Topographia“ von 1988 ist ein Nachdruck des Originals mit neudeutscher Übersetzung. Das 96 Blätter zählende Original befindet sich im Hauptstaatsarchiv Düsseldorf. 
Am 20. April 1707 heiratete Ploennies Anna Magdalena Ernst aus Wesel, mit der er sechs Kinder hatte. Sein Nachfahre ist der Schriftsteller Wilhelm von Ploennies (1828–1871).

## Zitate

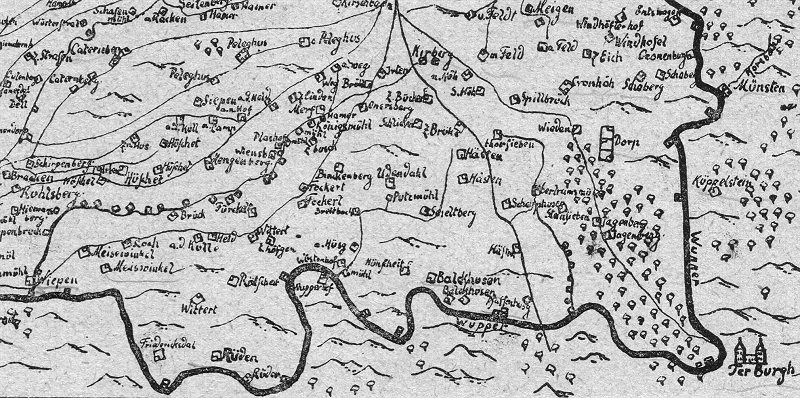
Schleifkotten an den Nebenflüssen der Wupper; Ausschnitt aus der Karte des Amtes Solingen (Maße des gesamten Kartenblattes 43,6 × 36 cm) der Topographia Ducatus Montani

Ploennies über das Bergische Land
„Die Einwohner darinnen sind mehrentheils fleißige Leute, und gar viele darunter zur Handlung geneigt, daher nahrhafft ihr Stück Brodt zu gewinnen, sie suchen auswerts vielfältig mit fremden Landen zu correspondieren, um, wann sich eine Gelegenheit zeigen mögte, etwas zu gewinnen, derselben sich bedienen zu können, weßhalben sie auch fleißig die zeitungen lesen, und neues zu hören curieus [neugierig] sindt; Sonsten sind sie spizz, scharf und nachdenkend von Verstand, und können öffters Dinge, die sie nicht gelernet, anderen nachmachen. Ob sie aber auch friedliebend, kann man am besten auf der Canzley erfahren.“

## Werke
- Topographia Ducatus Montani. (1715) (= Bergische Forschungen 20, 1–2). Herausgegeben und bearbeitet von Burkhard Dietz. 2 Bände (Teil 1: Landesbeschreibung und Ansichten, Teil 2: Karten). Schmidt, Neustadt/Aisch 1988, ISBN 3-87707-073-6 (Tl. 1), ISBN 3-87707-074-4 (Tl. 2).